# Associazione Sportiva Roma 2009-2010
Questa voce raccoglie le informazioni riguardanti l'Associazione Sportiva Roma nelle competizioni ufficiali della stagione 2009-2010.

## Stagione
La stagione 2009-10 vide i giallorossi esordire nella nuova Europa League, manifestazione che andò a sostituire la Coppa UEFA, risultando il primo club italiano in tal senso. Nel terzo turno preliminare, il belga Gent venne eliminato con un totale di 10 gol in due partite. L'andata dei play-off riservò invece un pareggio contro il VSS Košice, seguito dall'esordio in campionato dove i romani furono sconfitti dal Genoa. Conquistato facilmente l'accesso alla fase a gironi di Europa League, un'altra sconfitta in campionato (stavolta ad opera della Juventus) convinse Luciano Spalletti alle dimissioni. Durante la sosta di settembre, l'incarico fu così assunto da Claudio Ranieri. A partire dal primo tour de force, la squadra conobbe una risalita in campionato e ben si comportò in coppa: ad eccezione di un passo falso al debutto contro il Basilea, i giallorossi — risollevatisi in campo nazionale — ottennero 13 punti qualificandosi per la parte ad eliminazione diretta.

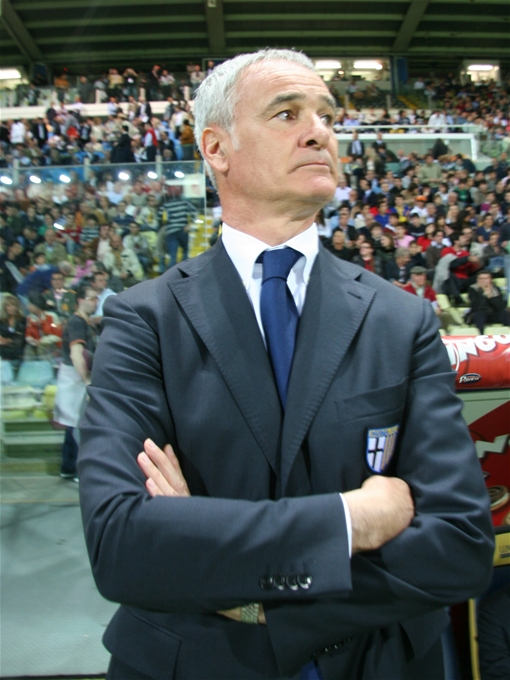
Claudio Ranieri, subentrato a settembre, condusse la Lupa ad un passo dallo Scudetto.

In campionato, un filotto di 9 gare senza sconfitte (aperto a novembre) consentì alla Roma di portarsi alla fine del girone di andata a lottare per un posto alla prossima Champions League. Con l'ulteriore serie di 7 vittorie consecutive (aperta alla fine del girone di andata) permise di lanciare l'assalto all'Inter capolista, distante di soli 5 punti. L'avventura continentale si esaurì invece nei sedicesimi, a causa del doppio knock-out rimediato dai greci del Panathīnaïkos. Nonostante tre pareggi consecutivi (tra cui uno clamoroso a Livorno per 3-3), i giallorossi proseguirono comunque la rincorsa ai milanesi, riuscendo persino a batterli nello scontro diretto ed a superarli due giornate più tardi. La vittoria del derby parve rappresentare lo scatto decisivo, ma il passo a vuoto con la Sampdoria nel turno seguente restituì la vetta ai nerazzurri.
La finale di Coppa Italia — cui gli uomini di Ranieri erano pervenuti eliminando Triestina, Catania e Udinese — oppose la Lupa agli stessi lombardi: un gol di Diego Milito in apertura risolse la gara, ricordata per il controverso episodio del calcio di Totti a Balotelli. La rivale si impose poi anche in campionato, mantenendo il margine di 2 punti sino all'ultima domenica.

## Divise e sponsor
Lo sponsor tecnico per la stagione 2009-2010 è Kappa, mentre lo sponsor ufficiale è Wind. La prima divisa è costituita da maglia rossa con bordi manica e colletto gialli, pantaloncini bianchi e calzettoni neri. In trasferta i Lupi usano una costituita da maglia bianca con banda giallorossa orizzontale nel torace, pantaloncini bianchi, calzettoni bianchi. Come terza divisa viene usato un kit completamente nero con il "lupetto" di Piero Gratton al posto dello stemma societario. I portieri usano tre divise: una nera, una gialla, una grigia, tutte con dettagli giallorossi.
| Casa | Trasferta | Terza Divisa | 1ª Portiere | 2ª Portiere | 3ª Portiere |

## Organigramma societario
Di seguito l'organigramma societario.
Area direttiva
- Presidente e amministratore delegato: Rosella Sensi
- Vicepresidenti: Ciro Di Martino, Giovanni Ferreri

Area organizzativa
- Coordinatore e ottimizzatore delle risorse umane dell'area sportiva: Gian Paolo Montali
- Responsabile organizzativo e logistica: Antonio Tempestilli
- Responsabile organizzazione e stadio: Maurizio Cenci
- Team manager: Salvatore Scaglia
- Dirigente addetto agli arbitri: Vittorio Benedetti

Area comunicazione
- Responsabile comunicazione: Elena Turra

Area tecnica
- Direttore sportivo: Daniele Pradè
- Direttore tecnico: Bruno Conti
- Allenatore: Luciano Spalletti (fino al 1º settembre 2009), Claudio Ranieri (dal 2 settembre 2009[36])
- Allenatore in seconda: Marco Domenichini (fino al 1º settembre 2009), Christian Damiano (dal 2 settembre 2009[36])
- Collaboratori tecnici: Aurelio Andreazzoli (fino al 1º settembre 2009), Daniele Baldini (fino al 1º settembre 2009), Paolo Benetti (dal 2 settembre 2009)
- Preparatori atletici: Paolo Bertelli (fino al 1º settembre 2009), Luca Franceschi (fino al 1º settembre 2009), Vito Scala, Riccardo Capanna (dal 2 settembre 2009)
- Allenatore dei portieri: Adriano Bonaiuti (fino al 1º settembre 2009), Giorgio Pellizzaro (dal 2 settembre 2009)

Area sanitaria
- Responsabile sanitario: Vincenzo Affinito
- Massaggiatore: Giorgio Rossi

## Rosa
Di seguito la rosa.
| N. |                       | Ruolo | Calciatore       |
| -- | --------------------- | ----- | ---------------- |
| 1  | Romania (bandiera)    | P     | Bogdan Lobonț    |
| 2  | Brasile (bandiera)    | D     | Cicinho          |
| 3  | Italia (bandiera)     | D     | Marco Andreolli  |
| 4  | Brasile (bandiera)    | D     | Juan             |
| 5  | Francia (bandiera)    | D     | Philippe Mexès   |
| 7  | Cile (bandiera)       | C     | David Pizarro    |
| 9  | Montenegro (bandiera) | A     | Mirko Vučinić    |
| 10 | Italia (bandiera)     | A     | Francesco Totti  |
| 11 | Brasile (bandiera)    | C     | Rodrigo Taddei   |
| 12 | Italia (bandiera)     | P     | Pietro Pipolo    |
| 13 | Italia (bandiera)     | D     | Marco Motta      |
| 14 | Francia (bandiera)    | C     | Ricardo Faty     |
| 15 | Portogallo (bandiera) | D     | Vitorino Antunes |
| 16 | Italia (bandiera)     | C     | Daniele De Rossi |
| 17 | Norvegia (bandiera)   | D     | John Arne Riise  |
| 18 | Italia (bandiera)     | C     | Mauro Esposito   |
| 19 | Brasile (bandiera)    | A     | Júlio Baptista   |
| 20 | Italia (bandiera)     | C     | Simone Perrotta  |

| N. |                      | Ruolo | Calciatore        |
| -- | -------------------- | ----- | ----------------- |
| 21 | Italia (bandiera)    | C     | Stefano Guberti   |
| 22 | Italia (bandiera)    | D     | Max Tonetto       |
| 23 | Italia (bandiera)    | C     | Leandro Greco     |
| 24 | Italia (bandiera)    | A     | Alessio Cerci     |
| 25 | Brasile (bandiera)   | P     | Artur             |
| 26 | Romania (bandiera)   | C     | Adrian Piț        |
| 27 | Brasile (bandiera)   | P     | Júlio Sérgio      |
| 29 | Argentina (bandiera) | D     | Nicolás Burdisso  |
| 30 | Italia (bandiera)    | A     | Luca Toni         |
| 32 | Brasile (bandiera)   | P     | Doni              |
| 33 | Italia (bandiera)    | C     | Matteo Brighi     |
| 34 | Romania (bandiera)   | P     | Alexandru Pena    |
| 39 | Romania (bandiera)   | C     | Adrian Stoian     |
| 41 | Italia (bandiera)    | A     | Filippo Scardina  |
| 42 | Italia (bandiera)    | A     | Stefano Pettinari |
| 77 | Italia (bandiera)    | D     | Marco Cassetti    |
| 89 | Italia (bandiera)    | A     | Stefano Okaka     |
| 94 | Francia (bandiera)   | A     | Jérémy Ménez      |

## Calciomercato
Di seguito il calciomercato.

### Sessione estiva(dall'1/7 all'1/9)
| Acquisti | Acquisti             | Acquisti        | Acquisti                         |
| R.       | Nome                 | da              | Modalità                         |
| -------- | -------------------- | --------------- | -------------------------------- |
| P        | Bogdan Lobonț        | Dinamo Bucarest | prestito con diritto di riscatto |
| D        | Marco Andreolli      | Sassuolo        | fine prestito                    |
| D        | Vitorino Antunes     | Lecce           | fine prestito                    |
| D        | Nicolás Burdisso     | Inter           | prestito (0 milioni €)           |
| D        | Marco Motta          | Udinese         | riscatto metà (3,5 milioni €)    |
| C        | Edgar Álvarez        | Pisa            | fine prestito                    |
| C        | Ahmed Barusso        | Siena           | fine prestito                    |
| C        | Ricardo Faty         | Nantes          | fine prestito                    |
| C        | Leandro Greco        | Pisa            | fine prestito                    |
| C        | Stefano Guberti      | Bari            | svincolato                       |
| C        | Massimiliano Marsili | Modena          | fine prestito                    |
| C        | Adrian Piț           | Pisa            | fine prestito                    |
| C        | Aleandro Rosi        | Livorno         | fine prestito                    |
| C        | Valerio Virga        | Novara          | fine prestito                    |
| A        | Alessio Cerci        | Atalanta        | fine prestito                    |
| A        | Mauro Esposito       | Chievo          | fine prestito                    |
| A        | Stefano Okaka        | Brescia         | fine prestito                    |
| A        | Fabio Zamblera       | Newcastle Utd   | prestito con diritto di riscatto |

| Cessioni | Cessioni              | Cessioni  | Cessioni                                          |
| R.       | Nome                  | a         | Modalità                                          |
| -------- | --------------------- | --------- | ------------------------------------------------- |
| D        | Souleymane Diamoutene | Lecce     | fine prestito                                     |
| D        | Simone Loria          | Torino    | prestito                                          |
| D        | Christian Panucci     | Parma     | svincolato                                        |
| D        | Alessandro Crescenzi  | Grosseto  | prestito                                          |
| D        | Riccardo Brosco       | Triestina | prestito                                          |
| C        | Edgar Álvarez         | Bari      | definitivo (1,5 milioni €)                        |
| C        | Alberto Aquilani      | Liverpool | definitivo (20 milioni € + bonus 3milioni €)      |
| C        | Ahmed Barusso         | Brescia   | prestito                                          |
| C        | Filipe Gomes Ribeiro  | Siena     | svincolato                                        |
| C        | Massimiliano Marsili  | Cosenza   | prestito                                          |
| C        | Valerio Virga         | Cosenza   | prestito                                          |
| C        | Aleandro Rosi         | Siena     | comproprietà (1,25 milioni €)                     |
| A        | Marco D'Alessandro    | Grosseto  | prestito con diritto di riscatto e controriscatto |
| A        | Vincenzo Montella     |           | fine carriera                                     |

### Sessione invernale(dall'2/1 all'1/2)
| Acquisti | Acquisti  | Acquisti      | Acquisti |
| R.       | Nome      | dal           | Modalità |
| -------- | --------- | ------------- | -------- |
| A        | Luca Toni | Bayern Monaco | prestito |

| Cessioni | Cessioni            | Cessioni  | Cessioni                   |
| R.       | Nome                | a         | Modalità                   |
| -------- | ------------------- | --------- | -------------------------- |
| D        | Vitorino Antunes    | Leixões   | prestito                   |
| D        | Adrian Piț          | Triestina | prestito                   |
| D        | Cicinho             | San Paolo | prestito                   |
| C        | Andrea Bertolacci   | Lecce     | prestito                   |
| C        | Claudio Della Penna | Gallipoli | prestito                   |
| C        | Mauro Esposito      | Grosseto  | prestito                   |
| C        | Leandro Greco       | Piacenza  | prestito                   |
| C        | Stefano Guberti     | Sampdoria | prestito (0,25 milioni €)  |
| A        | Stefano Okaka       | Fulham    | prestito (0,175 milioni €) |

## Risultati

### Serie A

#### Girone di andata
| Arbitro: | Morganti (Ascoli Piceno) |

|                                    |           |                      |
| Criscito 49’ Zapater 69’ Biava 83’ | Marcatori | 54’ Taddei 64’ Totti |

| Arbitro: | Rocchi (Firenze) |

|              |           |                           |
| De Rossi 49’ | Marcatori | 25’, 68’ Diego 90+3’ Melo |

| Arbitro: | Damato (Barletta) |

|               |           |                     |
| Maccarone 26’ | Marcatori | 73’ Mexès 89’ Riise |

| Arbitro: | Rizzoli (Bologna) |

|                                    |           |               |
| Totti 27’ (rig.), 32’ De Rossi 41’ | Marcatori | 84’ Gilardino |

| Arbitro: | Rocchi (Firenze) |

|                                      |           |                                          |
| Budan 41’ Miccoli 45+1’ Nocerino 57’ | Marcatori | 21’ Brighi 45’ Burdisso 89’ (rig.) Totti |

| Arbitro: | Saccani (Mantova) |

|              |           |                |
| Morimoto 22’ | Marcatori | 90+2’ De Rossi |

| Arbitro: | Banti (Livorno) |

|                |           |             |
| Totti 38’, 64’ | Marcatori | 26’ Lavezzi |

| Arbitro: | Rosetti (Torino) |

|                                |           |          |
| Ronaldinho 56’ (rig.) Pato 67’ | Marcatori | 3’ Ménez |

| Arbitro: | Russo (Avellino) |

|  |           |            |
|  | Marcatori | 39’ Tavano |

| Arbitro: | Damato (Barletta) |

|                       |           |              |
| Floro Flores 22’, 85’ | Marcatori | 43’ De Rossi |

| Arbitro: | Baracani (Firenze) |

|                          |           |              |
| Vučinić 36’ Perrotta 53’ | Marcatori | 33’ Adailton |

| Arbitro: | Rocchi (Firenze) |

|           |           |             |
| Eto'o 48’ | Marcatori | 13’ Vučinić |

| Arbitro: | Gava (Conegliano) |

|                           |           |                      |
| Totti 6’ (rig.), 13’, 28’ | Marcatori | 73’ (aut.) Andreolli |

| Arbitro: | Tagliavento (Terni) |

|              |           |                          |
| Ceravolo 13’ | Marcatori | 44’ Vučinić 59’ Perrotta |

| Arbitro: | Rizzoli (Bologna) |

|              |           |  |
| Cassetti 79’ | Marcatori |  |

| Genova 13 dicembre 2009, ore 20:45 CET 16ª giornata | Sampdoria         | 0 – 0 referto | Roma | Stadio Luigi Ferraris (24.073 spett.)\| Arbitro: \| Damato (Barletta) \| |
| Arbitro:                                            | Damato (Barletta) |               |      |                                                                          |

| Arbitro: | Tagliavento (Terni) |

|                           |           |  |
| Burdisso 47’ Brighi 90+1’ | Marcatori |  |

| Arbitro: | Rocchi (Firenze) |

|                         |           |                                 |
| López 90+1’ Conti 90+3’ | Marcatori | 53’ (rig.) Pizarro 66’ Perrotta |

| Arbitro: | Mazzoleni (Bergamo) |

|             |           |  |
| De Rossi 1’ | Marcatori |  |

#### Girone di ritorno
| Arbitro: | Romeo (Verona) |

|                            |           |  |
| Perrotta 18’ Toni 45’, 61’ | Marcatori |  |

| Arbitro: | Tagliavento (Terni) |

|               |           |                              |
| Del Piero 51’ | Marcatori | 67’ (rig.) Totti 90+3’ Riise |

| Arbitro: | Baracani (Firenze) |

|                     |           |                |
| Riise 29’ Okaka 88’ | Marcatori | 41’ Vergassola |

| Arbitro: | Rizzoli (Bologna) |

|  |           |             |
|  | Marcatori | 82’ Vučinić |

| Arbitro: | Tagliavento (Terni) |

|                                           |           |                    |
| Brighi 33’, 62’ J. Baptista 53’ Riise 83’ | Marcatori | 80’ (rig.) Miccoli |

| Arbitro: | Bergonzi (Genova) |

|             |           |  |
| Vučinić 18’ | Marcatori |  |

| Arbitro: | Rizzoli (Bologna) |

|                             |           |                                    |
| Denis 76’ Hamšík 90’ (rig.) | Marcatori | 60’ (rig.) J. Baptista 66’ Vučinić |

| Roma 6 marzo 2010, ore 20:45 CET 27ª giornata | Roma                | 0 – 0 referto | Milan | Stadio Olimpico (61.036 spett.)\| Arbitro: \| Tagliavento (Terni) \| |
| Arbitro:                                      | Tagliavento (Terni) |               |       |                                                                      |

| Arbitro: | Romeo (Verona) |

|                                |           |                                   |
| Lucarelli 10’, 27’, 72’ (rig.) | Marcatori | 11’ Perrotta 20’ Toni 29’ Pizarro |

| Arbitro: | Pierpaoli (Firenze) |

|                                  |           |                           |
| Toni 15’ Vučinić 24’, 66’ (rig.) | Marcatori | 38’ (rig.), 62’ Di Natale |

| Arbitro: | Damato (Barletta) |

|  |           |                           |
|  | Marcatori | 48’ Riise 82’ J. Baptista |

| Arbitro: | Morganti (Ascoli Piceno) |

|                       |           |            |
| De Rossi 17’ Toni 74’ | Marcatori | 66’ Milito |

| Arbitro: | Rizzoli (Bologna) |

|  |           |             |
|  | Marcatori | 19’ Vučinić |

| Arbitro: | Rocchi (Firenze) |

|                          |           |                |
| Vučinić 13’ Cassetti 28’ | Marcatori | 54’ Tiribocchi |

| Arbitro: | Tagliavento (Terni) |

|            |           |                         |
| Rocchi 14’ | Marcatori | 53’ (rig.), 63’ Vučinić |

| Arbitro: | Damato (Barletta) |

|           |           |                  |
| Totti 14’ | Marcatori | 52’, 86’ Pazzini |

| Arbitro: | Rocchi (Firenze) |

|               |           |                     |
| Lanzafame 81’ | Marcatori | 5’ Totti 75’ Taddei |

| Arbitro: | Bergonzi (Genova) |

|                       |           |             |
| Totti 79’, 83’ (rig.) | Marcatori | 73’ Lazzari |

| Arbitro: | Tagliavento (Terni) |

|  |           |                            |
|  | Marcatori | 39’ Vučinić 45+1’ De Rossi |

### Coppa Italia

#### Fase finale
| Arbitro: | Morganti (Ascoli Piceno) |

|                                        |           |                       |
| Brighi 45’ Vučinić 60’ J. Baptista 79’ | Marcatori | 4’ (rig.) Della Rocca |

| Arbitro: | Pierpaoli (Firenze) |

|              |           |  |
| De Rossi 73’ | Marcatori |  |

| Arbitro: | Bergonzi (Genova) |

|                       |           |  |
| Vučinić 12’ Mexes 40’ | Marcatori |  |

| Arbitro: | Banti (Livorno) |

|             |           |  |
| Sánchez 81’ | Marcatori |  |

| Arbitro: | Rizzoli (Bologna) |

|            |           |  |
| Milito 40’ | Marcatori |  |

### Europa League

#### Terzo turno preliminare
| Arbitro: | Paulo Manuel Gomes Costa |

|                                   |           |           |
| Totti 55’, 73’ (rig.) Vučinić 85’ | Marcatori | 22’ Mbaye |

| Arbitro: | Manuel Gräfe |

|              |           |                                                                  |
| Smolders 78’ | Marcatori | 35’, 56’, 64’ (rig.) Totti 58’, 74’ De Rossi 79’ Ménez 86’ Okaka |

#### Play-off
| Arbitro: | Peter Rasmussen |

|                              |           |                                 |
| Milinković 5’ Novák 71’, 81’ | Marcatori | 38’ (rig.), 67’ Totti 52’ Ménez |

| Arbitro: | Selçuk Dereli |

|                                                            |           |           |
| Totti 1’, 6’, 86’ Guberti 8’ Cerci 17’ Ménez 18’ Riise 70’ | Marcatori | 38’ Novák |

#### Fase a gironi
| Arbitro: | Carlos Velasco |

|                            |           |  |
| Carlitos 11’ Almerares 87’ | Marcatori |  |

| Arbitro: | Hrinak |

|                        |           |  |
| Okaka 19’ Perrotta 23’ | Marcatori |  |

| Arbitro: | Allaerts |

|               |           |                 |
| Hangeland 24’ | Marcatori | 90+3’ Andreolli |

| Arbitro: | Blom |

|                     |           |                   |
| Riise 69’ Okaka 76’ | Marcatori | 19’ (rig.) Kamara |

| Arbitro: | Chapron |

|                              |           |            |
| Totti 32’ (rig.) Vučinić 59’ | Marcatori | 18’ Huggel |

| Arbitro: | Stavrev |

|  |           |                               |
|  | Marcatori | 45+1’, 52’ Cerci 89’ Scardina |

#### Fase a eliminazione diretta
| Arbitro: | Skomina |

|                                                  |           |                                |
| Salpingidis 67’ Christodoulopoulos 84’ Cissé 89’ | Marcatori | 29’ Vučinić 81’ (rig.) Pizarro |

| Arbitro: | Paixao |

|                        |           |                                   |
| Riise 11’ De Rossi 67’ | Marcatori | 40’ (rig.), 45+1’ Cissé 43’ Ninis |

## Statistiche
Statistiche aggiornate al 16 maggio 2010.

### Statistiche di squadra
| Competizione  | Punti | In casa | In casa | In casa | In casa | In casa | In casa | In trasferta | In trasferta | In trasferta | In trasferta | In trasferta | In trasferta | Totale | Totale | Totale | Totale | Totale | Totale | DR  |
| Competizione  | Punti | G       | V       | N       | P       | Gf      | Gs      | G            | V            | N            | P            | Gf           | Gs           | G      | V      | N      | P      | Gf     | Gs     | DR  |
| ------------- | ----- | ------- | ------- | ------- | ------- | ------- | ------- | ------------ | ------------ | ------------ | ------------ | ------------ | ------------ | ------ | ------ | ------ | ------ | ------ | ------ | --- |
| Serie A       | 80    | 19      | 15      | 1       | 3       | 36      | 17      | 19           | 9            | 7            | 3            | 32           | 24           | 38     | 24     | 8      | 6      | 68     | 41     | +27 |
| Coppa Italia  | -     | 3       | 3       | 0       | 0       | 6       | 1       | 2            | 0            | 0            | 2            | 0            | 2            | 4      | 3      | 0      | 1      | 6      | 2      | +4  |
| Europa League | -     | 6       | 5       | 0       | 1       | 18      | 7       | 6            | 2            | 2            | 2            | 16           | 10           | 12     | 7      | 2      | 3      | 35     | 17     | +18 |
| Totale        | -     | 28      | 23      | 1       | 4       | 58      | 25      | 27           | 11           | 9            | 7            | 48           | 36           | 54     | 34     | 10     | 10     | 109    | 60     | +49 |

### Andamento in campionato
| Giornata  | 1  | 2  | 3  | 4  | 5 | 6 | 7 | 8  | 9  | 10 | 11 | 12 | 13 | 14 | 15 | 16 | 17 | 18 | 19 | 20 | 21 | 22 | 23 | 24 | 25 | 26 | 27 | 28 | 29 | 30 | 31 | 32 | 33 | 34 | 35 | 36 | 37 | 38 |
| --------- | -- | -- | -- | -- | - | - | - | -- | -- | -- | -- | -- | -- | -- | -- | -- | -- | -- | -- | -- | -- | -- | -- | -- | -- | -- | -- | -- | -- | -- | -- | -- | -- | -- | -- | -- | -- | -- |
| Luogo     | T  | C  | T  | C  | T | T | C | T  | C  | T  | C  | T  | C  | T  | C  | T  | C  | T  | C  | C  | T  | C  | T  | C  | C  | T  | C  | T  | C  | T  | C  | T  | C  | T  | C  | T  | C  | T  |
| Risultato | P  | P  | V  | V  | N | N | V | P  | P  | P  | V  | N  | V  | V  | V  | N  | V  | N  | V  | V  | V  | V  | V  | V  | V  | N  | N  | N  | V  | V  | V  | V  | V  | V  | P  | V  | V  | V  |
| Posizione | 15 | 20 | 14 | 11 | 9 | 9 | 8 | 11 | 12 | 14 | 14 | 13 | 11 | 9  | 6  | 5  | 4  | 5  | 5  | 3  | 3  | 3  | 3  | 3  | 3  | 3  | 3  | 3  | 3  | 2  | 2  | 2  | 1  | 1  | 2  | 2  | 2  | 2  |

Legenda:

Luogo: C = Casa; T = Trasferta. Risultato: V = Vittoria; N = Pareggio; P = Sconfitta.

### Statistiche dei giocatori
| Giocatore    | Serie A  | Serie A | Serie A     | Serie A    | Coppa Italia | Coppa Italia | Coppa Italia | Coppa Italia | Europa League | Europa League | Europa League | Europa League | Totale   | Totale | Totale      | Totale     |
| Giocatore    | Presenze | Reti    | Ammonizioni | Espulsioni | Presenze     | Reti         | Ammonizioni  | Espulsioni   | Presenze      | Reti          | Ammonizioni   | Espulsioni    | Presenze | Reti   | Ammonizioni | Espulsioni |
| ------------ | -------- | ------- | ----------- | ---------- | ------------ | ------------ | ------------ | ------------ | ------------- | ------------- | ------------- | ------------- | -------- | ------ | ----------- | ---------- |
| M. Andreolli | 8        | 0       | 2           | 0          | 1            | 0            | 0            | 0            | 6             | 1             | 0             | 0             | 15       | 1      | 2           | 0          |
| G. Artur     | 1        | -3      | 0           | 0          | 0            | 0            | 0            | 0            | 4             | -6            | 0             | 0             | 5        | -9     | 0           | 0          |
| J. Baptista  | 23       | 3       | 1           | 0          | 3            | 1            | 0            | 0            | 6             | 0             | 0             | 0             | 32       | 4      | 1           | 0          |
| M. Brighi    | 24       | 4       | 1           | 0          | 2            | 1            | 0            | 0            | 6             | 0             | 0             | 0             | 32       | 5      | 1           | 0          |
| N. Burdisso  | 33       | 2       | 5           | 0          | 4            | 0            | 1            | 0            | 6             | 0             | 0             | 0             | 43       | 2      | 6           | 0          |
| M. Cassetti  | 29       | 2       | 6           | 0          | 3            | 0            | 0            | 1            | 6             | 0             | 1             | 0             | 38       | 2      | 7           | 1          |
| A. Cerci     | 9        | 0       | 2           | 0          | 2            | 0            | 0            | 0            | 8             | 3             | 2             | 0             | 19       | 3      | 4           | 0          |
| Cicinho      | 2        | 0       | 0           | 0          | 1            | 0            | 0            | 0            | 2             | 0             | 0             | 0             | 5        | 0      | 0           | 0          |
| D. De Rossi  | 33       | 7       | 8           | 0          | 4            | 1            | 1            | 0            | 12            | 3             | 4             | 0             | 49       | 11     | 13          | 0          |
| Doni         | 7        | -8      | 1           | 1          | 3            | -1           | 0            | 0            | 4             | -8            | 0             | 0             | 14       | -17    | 1           | 1          |
| R. Faty      | 8        | 0       | 2           | 0          | 2            | 0            | 0            | 0            | 1             | 0             | 0             | 0             | 11       | 0      | 2           | 0          |
| S. Guberti   | 6        | 0       | 1           | 0          | 0            | 0            | 0            | 0            | 6             | 1             | 0             | 0             | 12       | 1      | 1           | 0          |
| Juan         | 29       | 0       | 5           | 0          | 2            | 0            | 0            | 0            | 5             | 0             | 1             | 0             | 36       | 0      | 6           | 0          |
| Júlio Sérgio | 30       | -29     | 0           | 0          | 2            | -2           | 0            | 0            | 5             | -3            | 0             | 0             | 37       | -34    | 0           | 0          |
| B. Lobonț    | 2        | -1      | 0           | 0          | 0            | 0            | 0            | 0            | 1             | 0             | 0             | 0             | 3        | -1     | 0           | 0          |
| J. Ménez     | 23       | 1       | 10          | 0          | 4            | 0            | 0            | 0            | 10            | 3             | 3             | 0             | 37       | 4      | 13          | 0          |
| P. Mexès     | 19       | 1       | 4           | 0          | 4            | 1            | 1            | 0            | 9             | 0             | 2             | 0             | 32       | 2      | 7           | 0          |
| M. Motta     | 16       | 0       | 2           | 0          | 3            | 0            | 0            | 0            | 8             | 0             | 0             | 0             | 27       | 0      | 2           | 0          |
| S. Okaka     | 7        | 1       | 1           | 0          | 1            | 0            | 0            | 0            | 6             | 3             | 2             | 0             | 14       | 4      | 3           | 0          |
| S. Perrotta  | 32       | 5       | 8           | 0          | 3            | 0            | 1            | 0            | 5             | 1             | 0             | 0             | 40       | 6      | 9           | 0          |
| S. Pettinari | 1        | 0       | 0           | 0          | 0            | 0            | 0            | 0            | 1             | 0             | 0             | 0             | 2        | 0      | 0           | 0          |
| A. Piț       | 2        | 0       | 0           | 0          | 1            | 0            | 0            | 0            | 0             | 0             | 0             | 0             | 3        | 0      | 0           | 0          |
| D. Pizarro   | 31       | 2       | 7           | 1          | 4            | 0            | 1            | 0            | 11            | 1             | 2             | 0             | 46       | 3      | 10          | 1          |
| J. Riise     | 36       | 5       | 4           | 0          | 4            | 0            | 0            | 0            | 12            | 3             | 0             | 0             | 52       | 8      | 4           | 0          |
| F. Scardina  | 0        | 0       | 0           | 0          | 0            | 0            | 0            | 0            | 1             | 1             | 0             | 0             | 1        | 1      | 0           | 0          |
| R. Taddei    | 34       | 2       | 5           | 1          | 4            | 0            | 0            | 0            | 9             | 0             | 3             | 0             | 47       | 2      | 8           | 1          |
| M. Tonetto   | 4        | 0       | 0           | 0          | 1            | 0            | 0            | 0            | 3             | 0             | 0             | 0             | 8        | 0      | 0           | 0          |
| L. Toni      | 15       | 5       | 2           | 0          | 2            | 0            | 0            | 0            | 0             | 0             | 0             | 0             | 17       | 5      | 2           | 0          |
| F. Totti     | 23       | 14      | 5           | 0          | 2            | 0            | 0            | 1            | 6             | 11            | 1             | 0             | 31       | 25     | 6           | 1          |
| M. Vučinić   | 34       | 14      | 3           | 0          | 4            | 2            | 0            | 0            | 8             | 3             | 1             | 0             | 46       | 19     | 4           | 0          |

## Giovanili

### Organigramma societario
Area direttiva
- Allenatore: Alberto De Rossi
- Responsabile organizzativo: Bruno Conti

### Piazzamenti

#### Primavera
- Campionato primavera: Ottavi di finale[50]
- Coppa Italia: Ottavi di finale[51]
- Torneo di Viareggio 2010: Ottavi di finale[52]